# Very Superior
Very Superior ist das einzige Album des deutschen Musikprojektes Vinylshakerz. Es erschien am 12. Mai 2006.

## Hintergründe
Very Superior wurde von den beiden Mitgliedern der Vinylshakerz, den Musikproduzenten Thomas Detert und Rico Bernasconi, produziert und enthält die Singles One Night in Bangkok, Club Tropicana und Daddy Cool. Alle drei Auskopplungen konnten sich in den deutschen Charts und mitunter auch außerhalb des deutschen Sprachraums, so etwa in den Niederlanden, Belgien und Finnland, in den Hitparaden beweisen. Die Songs gehörten zu einer Welle von Dance-Remixen, die DJs von bereits populären Liedern anfertigten und die sich insbesondere Mitte der 2000er Jahre großer Beliebtheit und guter Verkaufszahlen erfreuten. Andere Vertreter sind beispielsweise The Sound of San Francisco und What a Feeling (Flashdance) von den Global Deejays, Falling Stars von den Sunset Strippers, In the Year 2525 von Venice Beat feat. Tess Timony, Out of Touch von Uniting Nations und Call on Me sowie Proper Education von Eric Prydz.

## Musik
Very Superior beinhaltet Lieder in den Stilen Techno, House, Eurodance, Dance, Pop und Reggae House, die von stampfenden Bass Drums und einfachen, markanten Synthesizermelodien getragen werden. In mehreren Liedern stammt der Gesang ausnahmslos von Samples zumeist bereits bekannter Titel anderer Interpreten, wobei teilweise mittels der Chopping-Technik einzelne Wort- und Satzfragmente zu einer neuen Melodie zusammengeschnitten werden. Auch Studiosänger oder gänzlich computergenerierte Vocals treten in Erscheinung; ein wiederkehrendes Motiv ist zudem eine künstlich tiefer gepitchte Stimme, die – insbesondere zu Beginn der Lieder – einzelne Passagen einspricht und unter anderem die Band ankündigt oder den Namen bzw. Textzeilen des jeweiligen Songs wiederholt. In einer Vielzahl der Lieder steht zudem das Instrumental mehr im Vordergrund als der Gesang.

## Covergestaltung
Das Coverartwork zu Very Superior zeigt in Schwarzweiß zwei Frauen in Bikinis, die bis zur Hüfte in Wasser stehen, allerdings sind auch ihre Oberkörper und Haare nass. Der Hintergrund ist gänzlich Weiß. Über das gesamte Motiv sind in verschiedenen Blautönen gehaltene, unterschiedlich große Sterne zu sehen, die sich in der oberen linken Ecke anhäufen. Über eben dieser Stelle steht in Hellblau der Name des Musikprojektes und darunter in Weiß der Albumtitel.

## Titelliste
| Nr.          | Titel                                                 | Autor(en)    |              | Länge |
| ------------ | ----------------------------------------------------- | ------------ | ------------ | ----- |
| 1.           | Vinylshakerz (Back on Popular Demand) (Album Version) |              |              | 4:06  |
| 2.           | One Night in Bangkok (Vinylshakerz Screen Cut)        |              |              | 3:29  |
| 3.           | Got No Reason (VS Thrust Mode Mix)                    |              |              | 5:59  |
| 4.           | Janelle (Ragga House Mix)                             |              |              | 4:43  |
| 5.           | Tekkno Trash (Pay No Cash Cut)                        |              |              | 6:22  |
| 6.           | Tempt the Fate (Vinylshakerz Re-Cut)                  |              |              | 4:27  |
| 7.           | Daddy Cool (Vinylshakerz Screen Cut )                 |              |              | 2:51  |
| 8.           | The Funk (Disco:Disco) (Album Version)                |              |              | 3:42  |
| 9.           | @ The Weekend (Witch-Bitch-Mix)                       |              |              | 4:12  |
| 10.          | Club Tropicana (Vinylshakerz Screen Cut )             |              |              | 3:25  |
| 11.          | Shining Star (Album Version)                          |              |              | 3:52  |
| 12.          | Kingdom of God (666 inXtreme Re-Mix)                  |              |              | 5:56  |
| 13.          | Em-Tee-Vee (Album Version)                            |              |              | 3:06  |
| 14.          | Daddy Cool (Electrolaz Re-Mix)                        |              |              | 6:16  |
| 15.          | Tempt the Fate (BAT Looks Slippy Mix)                 |              |              | 7:40  |
| 16.          | One Night in Bangkok (The Video)                      |              |              |       |
| 17.          | Club Tropicana (The Video )                           |              |              |       |
| Gesamtlänge: | Gesamtlänge:                                          | Gesamtlänge: | Gesamtlänge: | 68:36 |

## Kritik
Very Superior erhielt gemischte bis negative Kritiken. Es fielen die Ähnlichkeiten zum Stil des Musikers Benny Benassi sowie anderen Künstlern, die seine Musik imitieren, auf und man kritisierte die Wiederverwendung der auch von den Global Deejays angewandten Formel „zerstückelter“ Samples bekannter Lieder auf Tracks wie One Night in Bangkok. Diese seien eine Epitome des „furchtbaren Dance-Geschmacks dieser Tage“. Allerdings hob man die eher dem House-Musikgenre entsprechenden Titel wie etwa Got No Reason oder @ The Weekend positiv hervor und man sah in dem Werk noch eines der besseren Alben von Künstlern, die durch Sampling von Hits der Vergangenheit profitieren wollen.

## Erfolg
Trotz kommerziell erfolgreicher Singles gelang es Very Superior weltweit nicht, sich in den Charts zu positionieren.